# Bitten (Fernsehserie)/Episodenliste
Diese Episodenliste enthält alle Episoden der kanadischen Mysteryserie Bitten, sortiert nach der kanadischen Erstausstrahlung. Die Fernsehserie umfasst derzeit drei Staffeln mit 33 Episoden.

## Übersicht
| Staffel | Episodenanzahl | Erstausstrahlung USA | Erstausstrahlung USA | Deutschsprachige Erstausstrahlung | Deutschsprachige Erstausstrahlung |
| Staffel | Episodenanzahl | Staffelpremiere      | Staffelfinale        | Staffelpremiere                   | Staffelfinale                     |
| ------- | -------------- | -------------------- | -------------------- | --------------------------------- | --------------------------------- |
| 1       | 13             | 11. Januar 2014      | 5. April 2014        | 15. August 2014                   | 7. November 2014                  |
| 2       | 10             | 7. Februar 2015      | 11. April 2015       | 21. August 2015                   | 30. Oktober 2015                  |
| 3       | 10             | 12. Februar 2016     | 25. April 2016       | 7. Oktober 2016                   | 4. November 2016                  |

## Staffel 1
Die Erstausstrahlung der ersten Staffel war vom 11. Januar bis zum 5. April 2014 auf dem kanadischen Fernsehsender Space zu sehen. Die deutschsprachige Erstausstrahlung sendete der Free-TV-Sender Sixx vom 15. August bis zum 7. November 2014.
| Nr. (ges.) | Nr. (St.) | Deutscher Titel       | Originaltitel | Erstausstrahlung Kanada | Deutschsprachige Erstausstrahlung (D) | Regie          | Drehbuch        |
| ---------- | --------- | --------------------- | ------------- | ----------------------- | ------------------------------------- | -------------- | --------------- |
| 1          | 1         | Stonehaven            | Summons       | 13. Jan. 2014           | 15. Aug. 2014                         | Brad Turner    | Daegan Fryklind |
| 2          | 2         | Die verlorene Tochter | Prodigal      | 18. Jan. 2014           | 22. Aug. 2014                         | Brad Turner    | Daegan Fryklind |
| 3          | 3         | Der Eindringling      | Trespass      | 25. Jan. 2014           | 29. Aug. 2014                         | Andy Mikita    | Denis McGrath   |
| 4          | 4         | Trauer                | Grief         | 1. Feb. 2014            | 5. Sep. 2014                          | Paul Fox       | Grant Rosenberg |
| 5          | 5         | Der Biss              | Bitten        | 8. Feb. 2014            | 12. Sep. 2014                         | Andy Mikita    | Daegan Fryklind |
| 6          | 6         | Bindungen             | Committed     | 15. Feb. 2014           | 19. Sep. 2014                         | Paul Fox       | Karen Hill      |
| 7          | 7         | Jäger und Gejagte     | Stalking      | 22. Feb. 2014           | 26. Sep. 2014                         | T. W. Peacocke | Grant Rosenberg |
| 8          | 8         | Der Gefangene         | Prisoner      | 1. März 2014            | 3. Okt. 2014                          | Grant Harvey   | Wil Zmak        |
| 9          | 9         | Vergeltung            | Vengeance     | 8. März 2014            | 10. Okt. 2014                         | John Fawcett   | Will Pascoe     |
| 10         | 10        | Abstammung            | Descent       | 15. März 2014           | 17. Okt. 2014                         | James Dunnison | Julia Cohen     |
| 11         | 11        | Gefahr                | Settling      | 22. März 2014           | 24. Okt. 2014                         | James Dunnison | Wil Zmak        |
| 12         | 12        | Eingesperrt           | Caged         | 29. März 2014           | 31. Okt. 2014                         | Kelly Makin    | Will Pascoe     |
| 13         | 13        | Bereit                | Ready         | 5. Apr. 2014            | 7. Nov. 2014                          | TJ Scott       | Daegan Fryklind |

## Staffel 2
Die Erstausstrahlung der zweiten Staffel wurde vom 7. Februar bis zum 11. April 2015 auf dem kanadischen Fernsehsender Space gesendet. Die deutschsprachige Erstausstrahlung sendete der deutsche Free-TV-Sender Sixx vom 21. August bis zum 30. Oktober 2015.
| Nr. (ges.) | Nr. (St.) | Deutscher Titel       | Originaltitel        | Erstausstrahlung Kanada | Deutschsprachige Erstausstrahlung (D) | Regie            | Drehbuch                           |
| ---------- | --------- | --------------------- | -------------------- | ----------------------- | ------------------------------------- | ---------------- | ---------------------------------- |
| 14         | 1         | Böses Blut            | Bad Blood            | 7. Feb. 2015            | 21. Aug. 2015                         | Grant Harvey     | Daegan Fryklind                    |
| 15         | 2         | Die Hexen             | Scare Tactics        | 14. Feb. 2015           | 28. Aug. 2015                         | Jeremiah Chechik | Wil Zmak                           |
| 16         | 3         | Ich bin der Schlüssel | Hell’s Teeth         | 21. Feb. 2015           | 4. Sep. 2015                          | James Dunnison   | Michael MacLennan                  |
| 17         | 4         | Unterwerfung          | Dead Meat            | 28. Feb. 2015           | 11. Sep. 2015                         | James Dunnison   | Jenn Engels                        |
| 18         | 5         | Das Experiment        | Rabbit Hole          | 7. März 2015            | 18. Sep. 2015                         | Bruce McDonald   | Daegan Fryklind                    |
| 19         | 6         | Neun Kreise der Hölle | Nine Circles         | 14. März 2015           | 2. Okt. 2015                          | Bradley Walsh    | Wil Zmak                           |
| 20         | 7         | Lily                  | Bad Dreams           | 21. März 2015           | 9. Okt. 2015                          | J.B. Sugar       | Larry Bambrick                     |
| 21         | 8         | Schwarze Magie        | Dark Arts            | 28. März 2015           | 16. Okt. 2015                         | Rick Bota        | Michael MacLennan                  |
| 22         | 9         | Die Verfluchten       | Scavenger's Daughter | 4. Apr. 2015            | 23. Okt. 2015                         | Grant Harvey     | Garfield Lindsay Miller & Wil Zmak |
| 23         | 10        | Das Ende der Zeit     | Fine Temporum        | 11. Apr. 2015           | 30. Okt. 2015                         | TJ Scott         | Daegan Fryklind                    |

## Staffel 3
Die Erstausstrahlung der dritten Staffel wurde vom 12. Februar bis zum 15. April 2016 auf dem kanadischen Fernsehsender Space gesendet. Die deutschsprachige Erstausstrahlung sendet der deutsche Free-TV-Sender Sixx vom 7. Oktober bis zum 4. November 2016.
| Nr. (ges.) | Nr. (St.) | Deutscher Titel        | Originaltitel              | Erstausstrahlung Kanada | Deutschsprachige Erstausstrahlung (D) | Regie             | Drehbuch                     |
| ---------- | --------- | ---------------------- | -------------------------- | ----------------------- | ------------------------------------- | ----------------- | ---------------------------- |
| 24         | 1         | Die andere Familie     | Family, of Sorts           | 12. Feb. 2016           | 7. Okt. 2016                          | David Wellington  | Daegan Fryklind              |
| 25         | 2         | Unser Fleisch und Blut | Our Own Blood              | 19. Feb. 2016           | 7. Okt. 2016                          | David Wellington  | Jenn Engels                  |
| 26         | 3         | Die Übergabe           | Right Behind You           | 26. Feb. 2016           | 14. Okt. 2016                         | James Dunnison    | Wil Zmak                     |
| 27         | 4         | Die Verwandlung        | A Quiet Dog                | 4. März 2016            | 14. Okt. 2016                         | James Dunnison    | Larry Bambrick               |
| 28         | 5         | Das Geheimnis          | Of Sonders Weight          | 11. März 2016           | 21. Okt. 2016                         | J.B. Sugar        | Daegan Fryklind              |
| 29         | 6         | Rachels Baby           | Rule of Anger              | 18. März 2016           | 21. Okt. 2016                         | John Stead        | Wil Zmak                     |
| 30         | 7         | Der Albino             | On the Brink               | 25. März 2016           | 28. Okt. 2016                         | James Dunnison    | Garfield Lindsay Miller      |
| 31         | 8         | Das einsame Haus       | Tili Tili Bom              | 1. Apr. 2016            | 28. Okt. 2016                         | James Dunnison    | Larry Bambrick & Jenn Engels |
| 32         | 9         | Zerreißprobe           | Shock the System           | 8. Apr. 2016            | 4. Nov. 2016                          | Nathaniel Goodman | Wil Zmak                     |
| 33         | 10        | Die Wahrheit           | Truth, Changes, Everything | 15. Apr. 2016           | 4. Nov. 2016                          | Nathaniel Goodman | Daegan Fryklind              |